# Biarózauka
Biarózauka o Beriózovka (bielorruso: Бяро́заўка; ruso: Берёзовка; lituano: Biarozauka; polaco: Brzozówka) es una ciudad subdistrital de Bielorrusia perteneciente al raión de Lida de la provincia de Grodno.
En 2017 tenía una población de 10 393 habitantes.
La localidad fue fundada a finales del siglo XIX, cuando el área pertenecía al Imperio ruso, para alojar a los trabajadores de un conjunto de fábricas de vidrio, que estuvieron funcionando hasta la Primera Guerra Mundial. En 1921 se integró en la Segunda República Polaca y se reabrió la fábrica. En 1939 pasó a formar parte de la RSS de Bielorrusia, que nacionalizó la fábrica. En 1959 adoptó el estatus de asentamiento de tipo urbano (denominado "asentamiento obrero" hasta 1968) y en 1995 el de ciudad subdistrital.
Se ubica a orillas del río Niemen, a medio camino entre Lida y Novogrúdok sobre la carretera P11.